# Сарат (Омская область)
Сарат — деревня в Одесском районе Омской области. Входит в состав Лукьяновского казачьего сельского поселения.

## История
Основана в 1912 году. В 1928 году деревня Саратское состояла из 85 хозяйств, основное население — украинцы. Центр Саратского сельсовета Одесского района Омского округа Сибирского края.

## Население
| 1926 | 2010 |
| ---- | ---- |
| 468  | ↘225 |